# Johann Christian Ruprecht

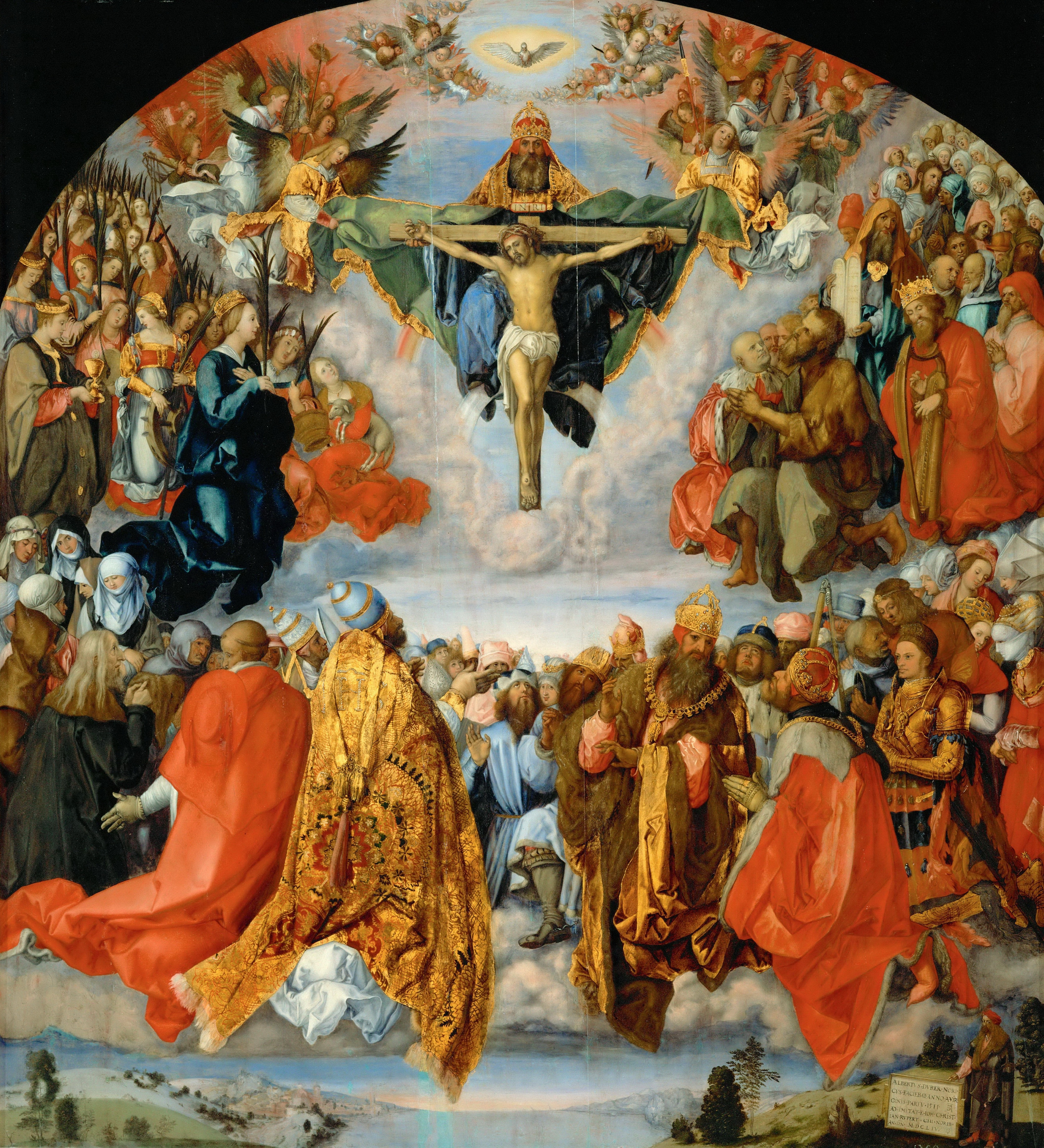
Kopie Ruprechts von Dürers Landauer Altar (Allerheiligenbild)

Johann Christian Ruprecht (auch Johann Christian Rupert oder Kristian Ruprecht; * um 1600 in Mühlhausen/Thüringen; † um 1666) war ein deutscher Maler.
Er kam spätestens 1633 als Malergeselle nach Nürnberg. 1634 wurde er Meister, 1635 wurde er Nürnberger Bürger. Er heiratete 1633 Susanna Jonabach und arbeitete nach deren Tod 1641 einige Zeit in Wien, wo er zum Hofmaler Kaiser Ferdinands III. ernannt wurde. 1644 war er zurück in Nürnberg, wo Georg Pretting sein Lehrling wurde. 1645 heiratete er Helena Brandmayer. 1651/52 arbeitete er erneut in Wien. Im August 1652 kam er nach Nürnberg zurück, wo Daniel Preißler sein Geselle wurde. Im Juni 1658 war er an der Ausstattung für eine Theateraufführung des Nürnberger Egidiengymnasiums beteiligt.
Er kopierte mehrere in Wien befindliche Werke von Albrecht Dürer, so 1653 die Marter der zehntausend Christen und 1654 das Allerheiligenbild, beide heute im Kunsthistorischen Museums Wien, sowie die Maria mit der Birnenschnitte, heute im Museum der bildenden Künste Leipzig. Für die Lorenzkirche in Nürnberg malte er ein Tafelbild der Auferweckung des Lazarus.
Sein genaues Todesdatum und sein Todesort sind nicht bekannt, ehemals war er im Familiengrab Nr. 365 auf dem Johannisfriedhof in Nürnberg begraben, sein Epitaph ist nicht erhalten.